# 炸魚

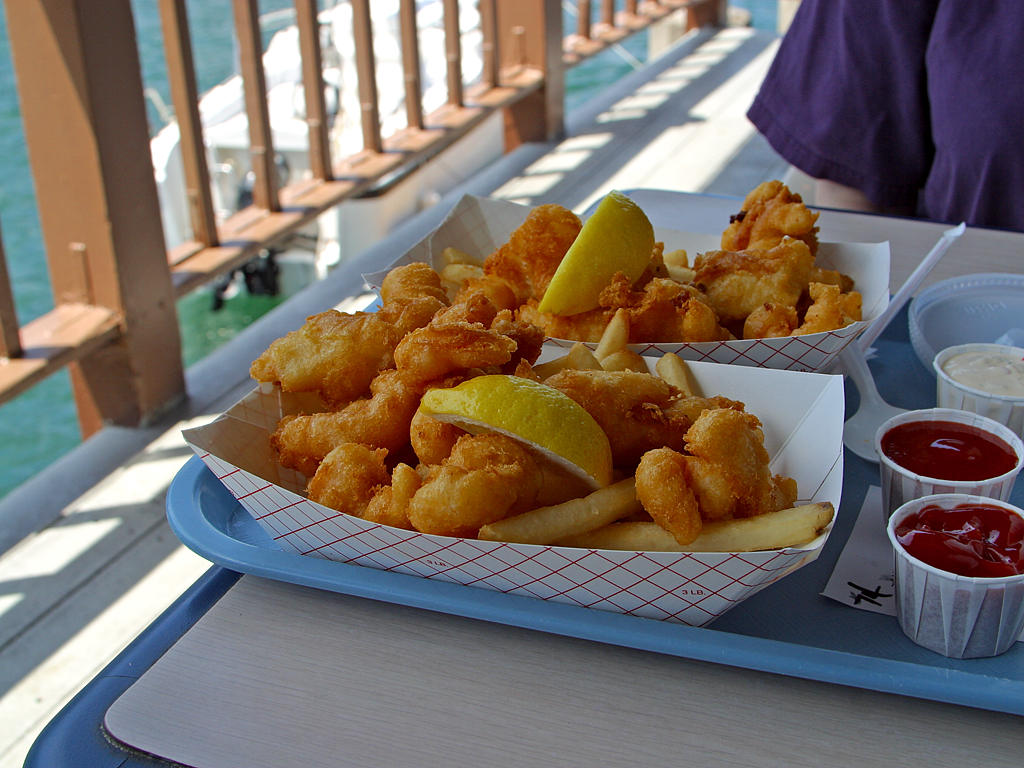
炸魚配上薯條、檸檬、茄汁及塔塔醬

炸魚泛指以油炸方式製作的魚肉食品，通常會在炸前裹上麵粉、香草或香料，食用時配以茄汁、塔塔醬或沙律醬。著名的炸魚料理包括起源於英國的炸魚薯條等。